# Khách sạn huyền bí (phim)
Khách sạn huyền bí (tên gốc tiếng Anh: Hotel Transylvania) là một bộ phim hoạt hình 3D hài hước pha chút kinh dị của Mỹ năm 2012 do đạo diễn Genndy Tartakovsky thực hiện, có sự tham gia lồng tiếng của Adam Sandler, Andy Samberg và Selena Gomez. Hotel Transylvania khởi chiếu tại các rạp phim vào ngày 28 tháng 9 năm 2012 tại Mỹ. Tại Việt Nam, phim được công chiếu vào ngày 19 tháng 10 cùng năm.

## Nội dung
Sau khi chứng kiến cái chết của vợ mình, Bá tước Dracula đã đưa đứa con gái bé bỏng Mavis vào rừng sâu sống nhằm mục đích tránh xa thế giới của loài người, tại nơi đây ông cũng xây dựng một khách sạn to lớn mang tên "Khách sạn Transylvania" chỉ dành cho ma quỷ và quái vật. Tại đây ông đã sống với con gái mình và không bao giờ cho cô bé ra ngoài vì còn ám ảnh bởi cái chết của vợ mình.
Sau này, khi Dracula tổ chức tiệc sinh nhật lần thứ 118 cho con gái mình thì cô bé Mavis - con gái ông mới vòi vĩnh cha mình ra ngoài. Vì muốn con gái mình an toàn và không bao giờ nghĩ đến chuyện ra ngoài và tiếp xúc với thế giới con người, Dracula đã dựng nên một ngôi làng giả do các thây ma đóng giả làm người dân. Các thây ma đã làm cho Mavis hoảng sợ và quyết định quay trở về khách sạn.
Tuy nhiên, trong lúc các thây ma quay về khách sạn, Jonathan là một con người đã nhìn thấy và lần được tới khách sạn Transylvania. Tại đây, Mavis và Jonathan gặp nhau và cả hai đều phải lòng nhau. Khi biết được điều đó, bá tước Dracula đã rất bực mình nhưng vì con gái, ông đã giấu nhẹm việc này. Khi mà tất cả mọi người trong khách sạn đều biết có con người trà trộn vào trong, họ rất tức giận và cho rằng Dracula là kẻ dối trá. Jonathan buộc phải đi khỏi khách sạn. Dracula thấy con gái âu sầu nên đã cùng Frankenstein, Griffin, Murray và Wayne vào thành phố để tìm kiếm Jonathan. Cuối cùng, tình yêu giữa Mavis và Jonathan đã được công nhận, tất cả mọi người đều chúc mừng cho đôi uyên ương, kể cả ngài bá tước khó tính Dracula.

## Diễn viên lồng tiếng
- Adam Sandler vai Bá tước Dracula
- Andy Samberg vai Jonathan / Johnnystein
- Selena Gomez vai Mavis
- Sadie Sandler vai Mavis lúc nhỏ
- Kevin James vai Quái vật Frankenstein
- Cee Lo Green vai Xác ướp Murray
- Steve Buscemi vai Ma sói Wayne
- Molly Shannon vai Ma sói Wanda
- Fran Drescher vai vợ của Frankenstein
- David Spade vai Người tàng hình Griffin
- Jon Lovitz vai Quasimodo
- Luenell vai Ma canh cửa của Mavis
- Chris Parnell vai Ông Ruồi
- Brian George văi Ma lính canh
- Jackie Sandler vai Martha, vợ của Bá tước Dracula
- Sadie Sandler vai Winnie, con gái út của ma sói Wayne và Wanda
- Rob Riggle vai Bộ xương người
- Brian McCann vai Quái vật lông lá
- James C.J. Williams vai Quái vật xây nhà
- Brian Stack vai Người phi công